# Красный Яр (Куйбышевский район)
Красный Яр — упразднённая деревня в Куйбышевском районе Новосибирской области. Входила в состав Чумаковского сельсовета. Ликвидирована в 2014 г.

## География
Площадь деревни — 26 гектаров.

## Население
| 2002 | 2007 | 2010 |
| ---- | ---- | ---- |
| 12   | ↘7   | →7   |

## Инфраструктура
В деревне по данным на 2007 год отсутствует социальная инфраструктура.